# سواده (مدینه)
سواده یک منطقهٔ مسکونی در عربستان سعودی است که در استان مدینه واقع شده‌است.